# 次大陆

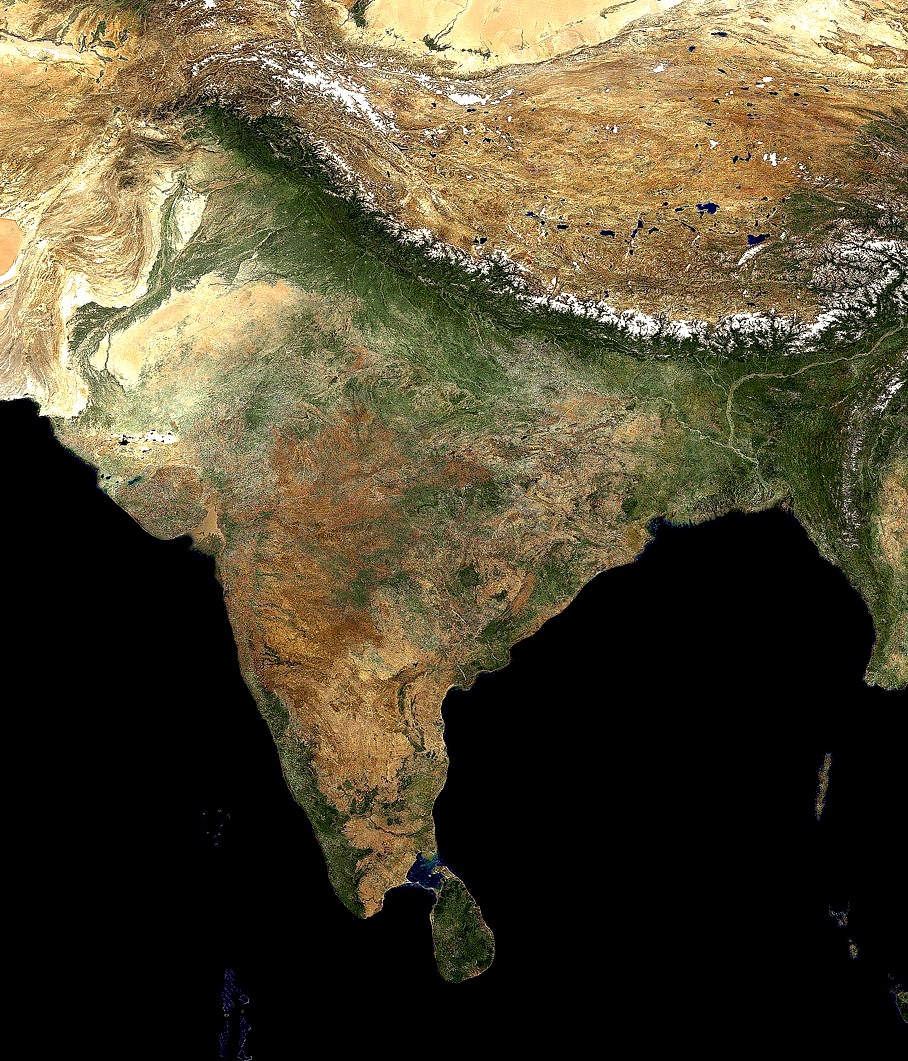
印度次大陆

次大陆（英語：subcontinent），指一块大陆中相对独立的较小组成部分。地理意义上的次大陆一般由山脉、沙漠、高原以及海洋等难以通过的交通障碍同大陆的主体部分相隔离。在英语中，作为专有名词时可以用来特指印度次大陆。文化意义上的次大陆可以指任何与大陆主体部分相比，具有独特的文化特色的部分，例如欧洲、中美洲或者中东地区。

## 地質和地理次大陸
在板塊構造中與主要大陸板塊相連的次要大陸板塊可以稱為次大陸。按照這個定義，印度板塊上的印度半島和阿拉伯板塊阿拉伯半島皆屬於次大陸，然而後者在地理上因為北部沒有地理限制，通常不被視為次大陸。因此該術語多代稱印度次大陸，該次大陸因於古近紀時期與歐亞大陸相撞而形成喜馬拉雅山脈在內一系列高地和山脈，進而與亞洲其他地區產生阻隔。
在地理上常因歐洲只為歐亞板塊中的一座半島，通常被描述為擁有廣闊領土的歐亞大陸之次大陸，此處的地理分界線僅在南部與地中海、黑海、高加索和裏海有清晰的界線，而東部低矮的烏拉爾山脈和烏拉爾河是否與印度次大陸分界相仿仍有疑義。

## 文化次大陸

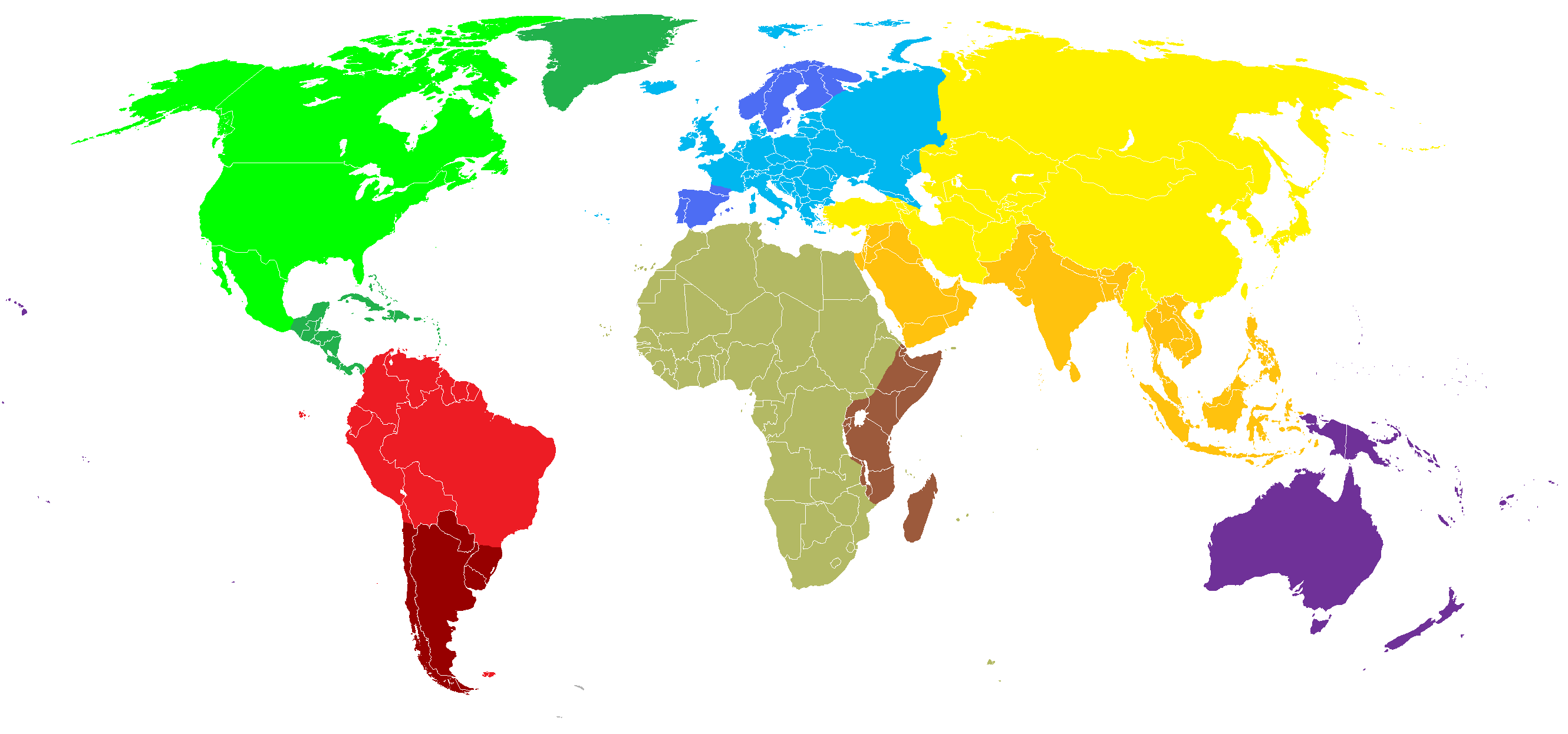
次大陸分布圖
北亞美利加次大陸
格陵蘭、中亞美利加及安地列斯次大陸
南亞美利加次大陸
南錐體次大陸
阿非利加次大陸
東阿非利加大裂谷及馬達加斯加次大陸
歐羅巴次大陸
伊比利及斯堪地那維亞次大陸
亞細亞次大陸
阿拉伯、印度、印支及馬來次大陸
歐西安尼亞次大陸

在文化上與其所在大陸其他地區不同的各種次區域仍可以被視為次大陸，包括北美、南美、南亞、中東、北非、撒哈拉以南非洲等。
由於印度次大陸地區有沙漠、高原、熱帶雨林、山脈等巨大地理差異，還有多種語言、民族和宗教分布，因此印度次大陸也用作於南亞文化和政治上的代稱，它包括印度、巴基斯坦、孟加拉、尼泊爾、馬爾地夫、不丹和斯里蘭卡等國家。
在非洲大陸地區因北非在文化與人種上與其他地區有著顯著差異，因此被稱為北非次大陸。西元前4000年到3600年間隨著地球轴心的逐漸變化，导致撒哈拉地區气温上升和降雨减少逐漸因荒漠化形成撒哈拉沙漠這道天然屏障，進而與非洲大陸其他地區阻隔開，形成這兩個地理區域之間的文化差異，因此撒哈拉以南非洲有時也被稱為“撒哈拉以南次大陸”。
美洲大陸在政治上因有所差異而分別常用“北美次大陸”和“南美次大陸”代指北美與南美地區（或是直接以北美洲和南美洲代指）。而文化上則用“盎格魯美洲次大陸”和“拉丁美洲次大陸”代指美國、加拿大等受英國及愛爾蘭文化影響的盎格魯美洲與南美洲、中美洲、墨西哥和加勒比海等受西班牙及葡萄牙文化影響的拉丁美洲。